# Altdorf bei Nürnberg

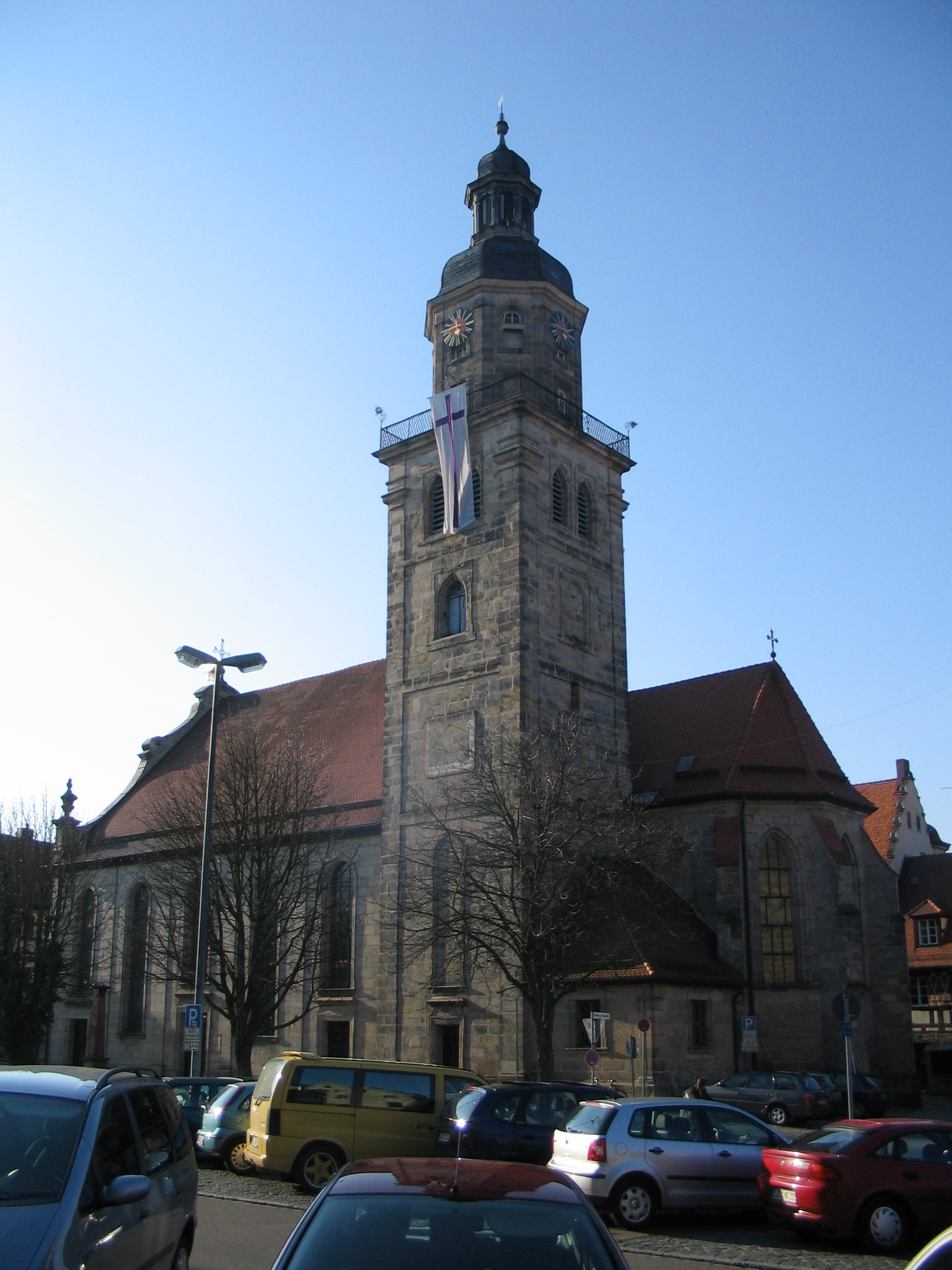
St. Laurentius church on 3 tháng 4 năm 2005

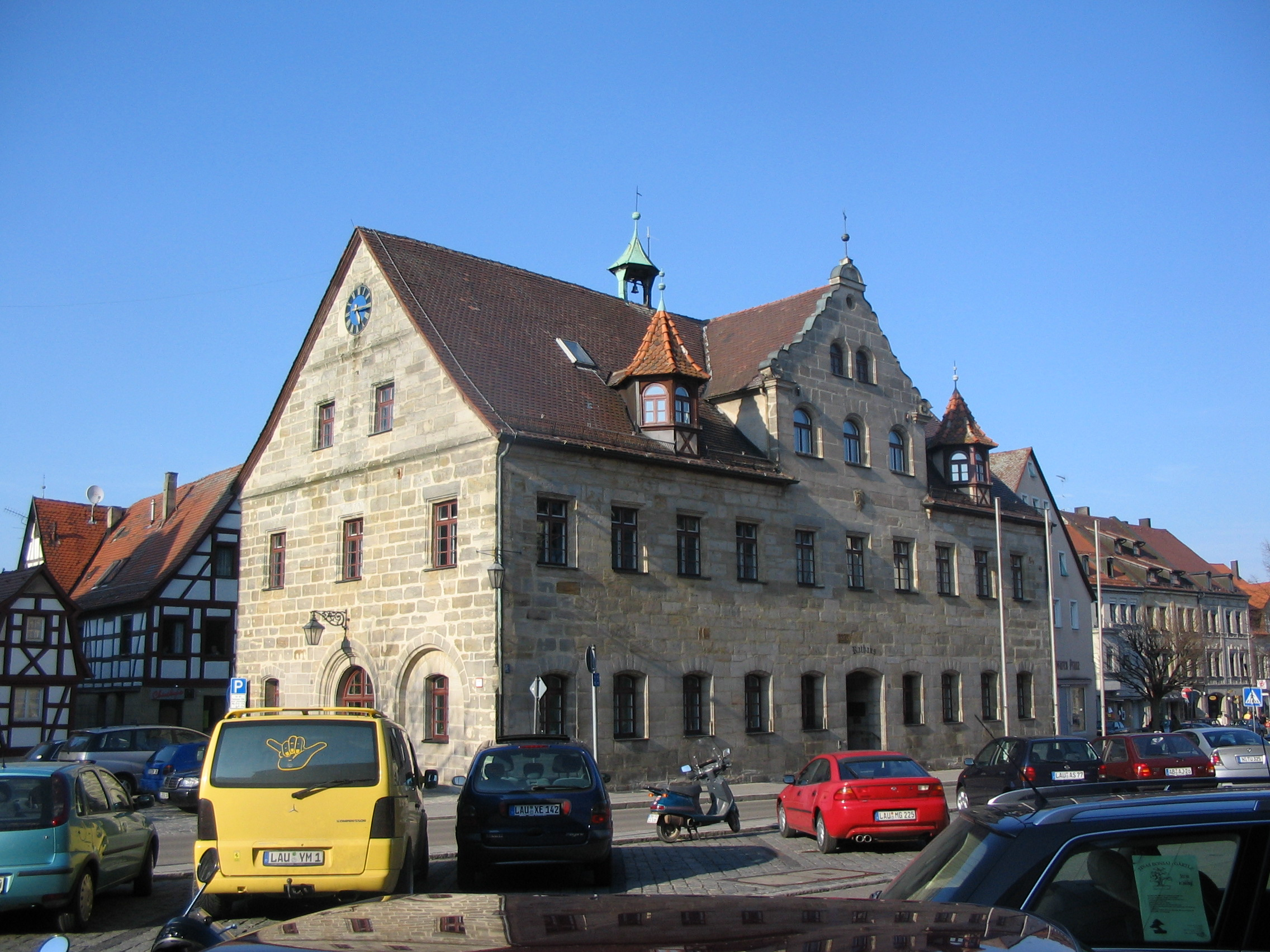
The city hall on 3 tháng 4 năm 2005

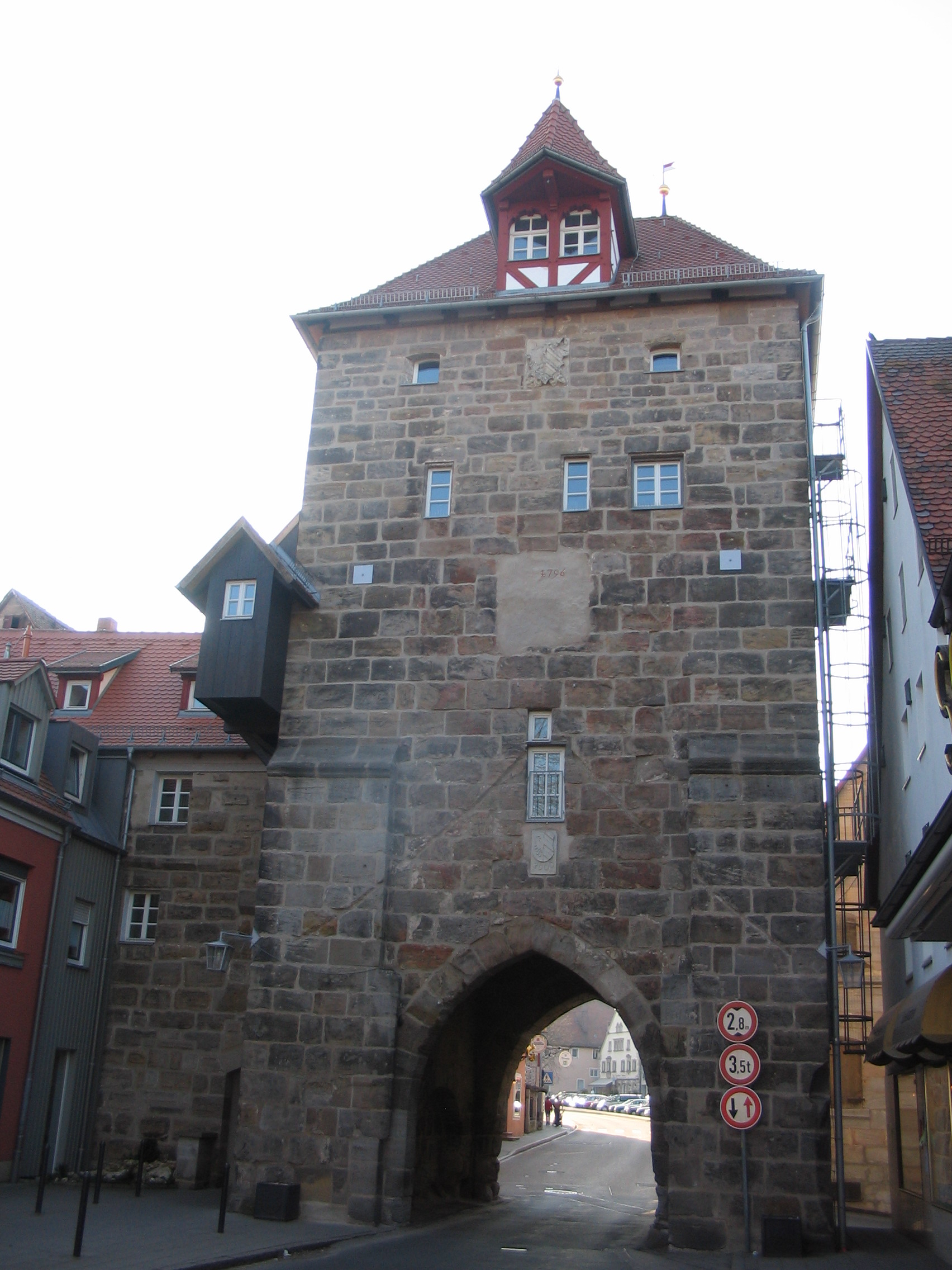
The lower gate on 3 tháng 4 năm 2005

Altdorf bei Nürnberg (phát âm tiếng Đức: [ˈaltdɔʁf baɪ ˈnʏʁnbɛʁk] là một đô thị ở Nürnberger Land bang Bayern thuộc nước Đức.

## Thành phố kết nghĩa
- Altdorf, Thụy Sĩ